# Chinoperla fascipennis
Chinoperla fascipennis és una espècie d'insecte plecòpter pertanyent a la família dels pèrlids que es troba a Tailàndia i Malàisia.